# Racheal Ekoshoria
Racheal Ekoshoria est une haltérophile nigériane née le 30 août 1994.

## Carrière
Racheal Ekoshoria remporte aux Jeux olympiques de la jeunesse d'été de 2010  à Singapour la médaille de bronze en moins de 58 kg.
Aux Championnats d'Afrique d'haltérophilie 2016 à Yaoundé, elle est médaillée d'argent en moins de 58 kg.